# ÖBB 4020 sorozat
Az ÖBB 4020 sorozat egy osztrák villamosmotorvonat-sorozat. Összesen 120 db-ot gyártott belőle 1978 és 1987 között a SGP és a BES (BBC, ELIN, Siemens) az ÖBB részére. Jelenleg a bécsi S-Bahn hálózaton közlekednek.

## Részletek

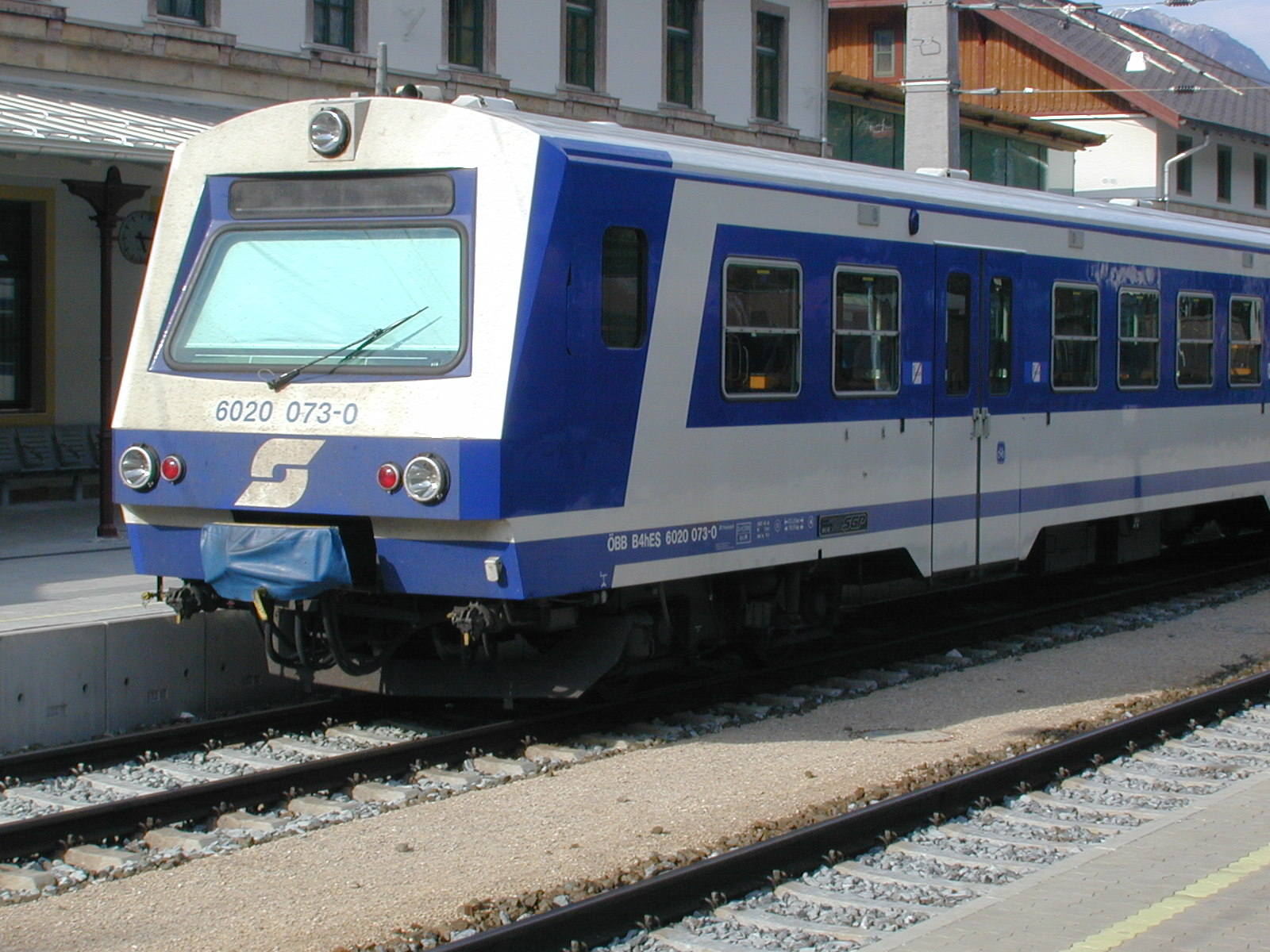
6020 073-as pótkocsi még a régi "Pflatsch" logóval Landeckben

1978 és 1987 között az ÖBB összesen 120 darab háromrészes 4020 sorozatú motorkocsit vásárolt a bécsi S-Bahn hálózatra, valamint az olyan agglomerációkba, mint a tiroli Inn-völgy és a Linz környéki regionális forgalomra. A 4020-as sorozat tervezése a régebbi ÖBB 4030 sorozat koncepcióján alapult, de egyébként teljesen új utakon járt: a 4020-as sorozatú vagonok tirisztoros vezérlésű és vegyesáramú motorokkal, erős elektromos ellenállásfékekkel és bölcső nélküli, légrugós forgóvázakkal voltak felszerelve.
A 4020 sorozat egy háromrészes egység, amely egy motorkocsiból (4020), egy köztes kocsiból (7020) és egy vezérlőkocsiból (6020) áll. Mindegyik kocsi két széles ajtóval van felszerelve, középen záródó, nyitássegítővel ellátott forgó tolóajtókkal kocsiszintenként.
Eredetileg a kocsik nem rendelkeztek automatikus ajtócsukóval, az ajtók a bejelentkezés után központilag záródtak (hasonlóan a bécsi metróhoz). Annak érdekében, hogy az utastér a hosszabb megállások során ne hűljön ki, minden ajtónál elhelyeztek egy gombot, amellyel az ajtót be lehetett zárni.
A nyitott térben kialakított belső tér most nagyon kényelmes, a 2+2-es elrendezésben széles, puha padokkal. Korábban az alacsony, fejtámla nélküli ülések gyakran váltottak ki kritikát, mivel a 4030-asok elődjeit a 4020-asok szállításának kezdetétől utólagosan fejtámlával szerelték fel, hogy a mozdonyvezetésű regionális vonatokon Bécs külterületén helyettesíthessék őket. Az 1993-tól utólagosan beszerelt üléshuzatokat és fejtámlákat azonban már többször kicserélték újakra. A zöld falburkolatokat (4020 201-218; 220-240) az újabb szállítási sorozatban (4020 219; 241-320) gyárilag narancssárgára cserélték. Az utasok gyors átszállása érdekében a beszállási területeket nagyon nagyra tervezték, akár 2600 mm szélesre. A bejárati ajtók kétszárnyú, pneumatikusan működtetett lengő-toló ajtók. A tiszta szélesség 1400 mm. Az ajtókat a vezetőfülkékből központilag nyitják és zárják. Az ajtókat csak az ajtók felszabadulása után nyithatják ki az utasok, ha röviden meghúzzák a bepattanó fogantyút. Két lépcső található az ajtó területén. A nyitott rekesz ablakai 1180 mm szélesek, biztonsági üveggel, dupla üvegezésűek és a felső részük leengedhető. A vasúti kocsi utasterének szellőztetése a gépi ventilátorok által a beszíváshoz kapcsolódó légaknákon keresztül történik. Az utastereket ellenállás-fűtőelemek fűtötték, amelyeket korábban az utasok fokozatmentesen szabályozhattak, vagy folyamatos üzemre állíthattak. Manapság azonban már csak a járművezető tudja szabályozni a fűtési teljesítményt. A vezetőfülkék meleg levegővel fűtöttek. Ezenkívül nagyméretű, sötétített üveggel és görgős függönnyel ellátott első ablakokkal rendelkeznek. A vezetőfülkékben főzőlap és hűtőszekrény is található.

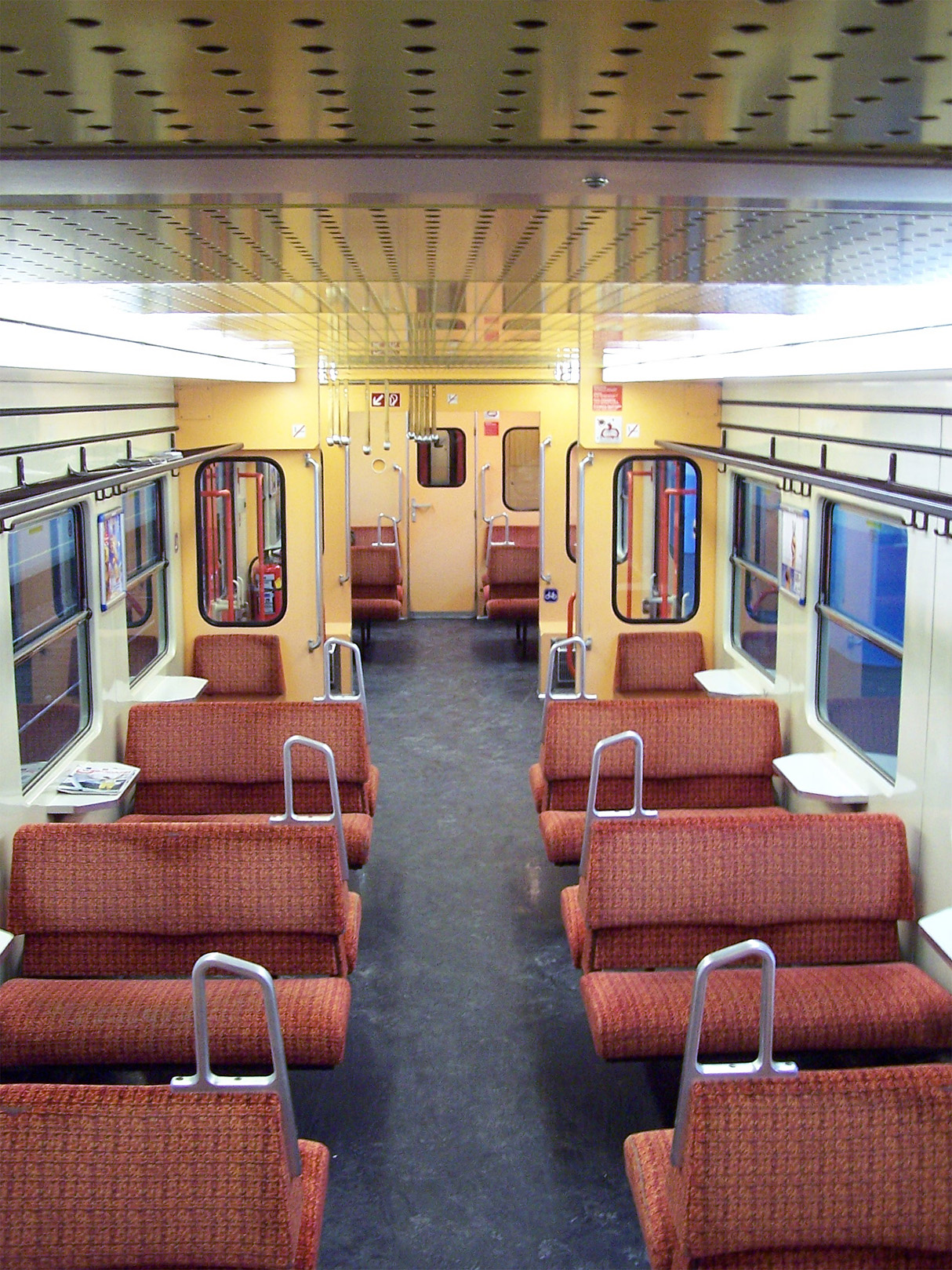
Egy ÖBB 4020-as eredeti belseje (7020.115)

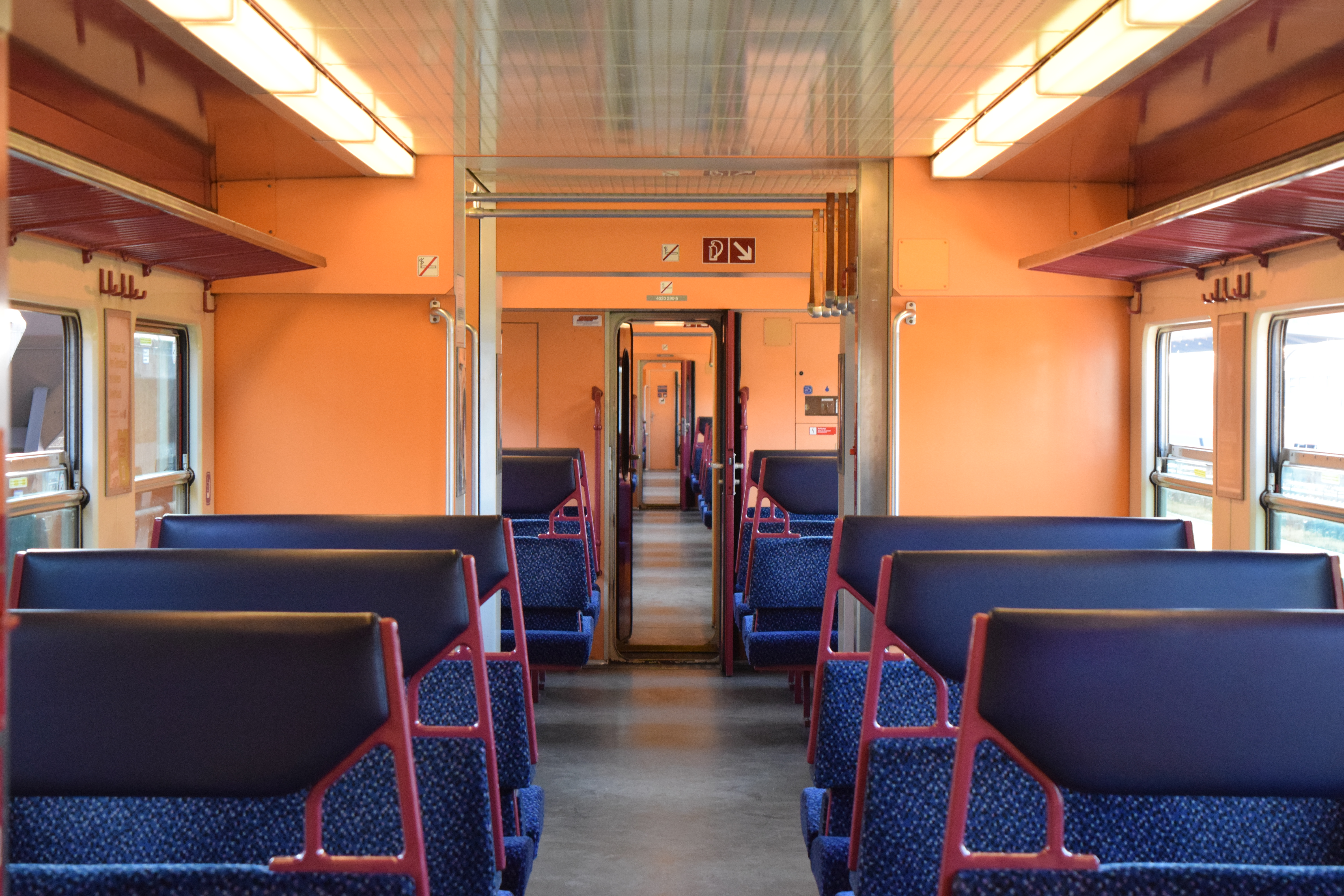
Egy modernizált 4020-as belső tere fejtámlákkal

A 7020-as sorozat köztes kocsijai eredetileg dohányzó kocsik voltak, és a kocsi mindkét végén egy-egy lefolyó WC-vel rendelkeztek, hogy a vezető- és vezérlőkocsikból a nemdohányzók kényelmesebb módon juthassanak el a WC-ig. A Vis-à-vis egy négyszemélyes fülke volt, amely el volt választva a nyitott tér többi részétől. A fő fejlesztések után (1993-tól) ezeket a kocsik egyik végében egyesítették, mivel a középső kocsikat mostantól szintén nemdohányzó helyként jelölték ki. Egyes kocsikban a WC-t már zárt rendszerűvé alakították át. Bár elméletileg néhányban két WC lenne, általában csak egy van üzemben. Egyeseknél a második lefolyócső WC-jét csere nélkül eltávolították. Néhány motorvonatnál az egyik zárt rendszerrel van felszerelve, a másik pedig csak nyitott rendszerrel. A legtöbb ajtón matricák vannak, amelyeken az áll, hogy a mosdó az agglomerációban uralkodó higiéniai viszonyok miatt zárva marad. Ez azonban általában nem így van, mivel a járművezetőnek a városhatár előtti utolsó megállóban kell kinyitnia vagy lezárnia.
Az 1993-tól kezdve végrehajtott főbb fejlesztések részeként az egységeket számos részletükben korszerűsítették: A kocsik úti célt jelző kijelzőit a jellegzetes kék betűkkel fehér alapon mátrix kijelzőkkel váltották fel. A vonal útvonalát tartalmazó belső tamburaszalagokat is eltávolították, és a 2000-es évektől kezdve minden más vasúti kocsiról is eltávolították. Valamennyi szerelvény ajtajait fénysorompókkal ellátott ajtótérfigyelő rendszerrel egészítették ki, ahogyan az korábban csak a bécsi elővárosi vonalon használt szerelvényeken volt elérhető, és automatikus ajtócsukást vezettek be, ami az egyszemélyes üzemeltetéshez (0:0 üzem, vonatfelügyelők és diszpécserek nélküli üzemeltetés) volt szükséges. A belső kialakításon javítottak, és a fényezésen is változtattak némileg (elefántcsont helyett szürkésfehér). Néhány vonatot 2004-től átfestettek az ÖBB helyi járatain megszokott vörös/szürke ferde dizájnra, ami némileg modernizált, szürke/kék (lila helyett) belső teret, valamint új feliratokat és piktogramokat is hozott. Néhányat azonban gyéren modernizáltak, és szürke csomagtartókat és üléskereteket kaptak, de szürke falakat nem. Az első szállítási sorozat néhány járművét csak átfestették, amíg a 4020 220-tól kezdve ismét a kék színsémát használták. 2002 végétől valamennyi szerelvényt vészfék-felülvezérléssel (NBÜ) is felszerelték, és így 4020.2 és 4020.3 néven újból 4020.2 és 4020.3 (a sorszámokat 200-zal emelték). 2016-ban az eredeti kilincseket másra cserélték, ahogyan az ajtókra is villogó fény- és figyelmeztető hangrendszert szereltek. Ennek során egy elektromos ajtóérzékelő peremet is felszereltek.